# Mistrovství světa juniorů v ledním hokeji 1977
Mistrovství světa juniorů v ledním hokeji se na přelomu let 1976 a 1977 konalo v slovenské Banské Bystrici a Zvolenu.

## Pořadí
| pozice | Tým     | Z | GS | GI | B  |
| ------ | ------- | - | -- | -- | -- |
| 1.     | SSSR    | 7 | 51 | 19 | 14 |
| 2.     | Kanada  | 7 | 50 | 20 | 11 |
| 3.     | ČSSR    | 7 | 32 | 17 | 9  |
| 4.     | Finsko  | 7 | 35 | 29 | 8  |
| 5.     | Švédsko | 7 | 28 | 30 | 6  |
| 6.     | NSR     | 7 | 18 | 33 | 4  |
| 7.     | USA     | 7 | 25 | 45 | 3  |
| 8.     | Polsko  | 7 | 12 | 58 | 1  |

## Výsledky
22.12.1976

Finsko - USA 6:3 (3:2, 0:0, 3:1)

23.12.1976

ČSSR - SSSR 0:4 (0:0, 0:2, 0:2)

Kanada - Polsko 14:0 (3:0, 5:0, 6:0)

Švédsko - Finsko 5:4 (1:2, 1:0, 3:2)

NSR - USA 4:3 (2:1, 2:0, 0:2)

25.12.1976

Finsko - NSR 4:1 (3:1, 1:0, 0:0)

USA - Švédsko 8:5 (3:2, 3:2, 2:1)

ČSSR - Kanada 4:4 (1:1, 2:1, 1:2)

SSSR - Polsko 10:1 (3:0, 3:1, 4:0)

26.12.1976

ČSSR - NSR 8:2 (2:1, 3:0, 3:1)

Polsko - USA 2:2 (1:1, 1:1, 0:0)

Kanada - Finsko 6:4 (2:1, 2:2, 2:1)

SSSR - Švédsko 4:2 (1:0, 3:2, 0:0)

28.12.1976

Kanada - Švédsko 5:3 (1:1, 2:2, 2:0)

SSSR - NSR 2:1 (1:0, 1:1, 0:0)

Finsko - Polsko 8:2 (2:1, 3:0, 3:1)

ČSSR - USA 5:2 (1:1, 2:1, 2:0)

29.12.1976

Kanada - NSR 9:1 (2:0, 2:1, 5:0)

Švédsko - Polsko 6:5 (2:1, 1:3, 3:1)

30.12.1976

SSSR - USA 15:5 (6:1, 6:1, 3:3)

ČSSR - Finsko 2:3 (1:0, 1:3, 0:0)

1.1.1977

SSSR - Finsko 10:6 (3:0, 3:2, 4:4)

ČSSR - Polsko 9:0 (3:0, 2:0, 4:0)

Kanada - USA 8:2 (3:2, 2:0, 3:0)

Švédsko - NSR 5:0 (1:0, 4:0, 0:0)

2.1.1977

ČSSR - Švédsko 4:2 (2:0, 0:0, 2:2)

SSSR - Kanada 6:4 (6:0, 0:0, 0:4)

NSR - Polsko 9:2 (3:0, 5:1, 1:1)

## Soupisky
SSSR
Brankáři: Alexandr Tyžnych, Sergej Mylnikov

Obránci: Vjačeslav Fetisov, Sergej Starikov, Vladimir Zubkov, Konstantin Makarcev, Irek Gimajev, Michail Slipčenko, Vasilij Pajusov

Útočníci: Sergej Makarov, Nikolaj Narimanov, Igor Romašin, Alexej Frolikov, Michail Šostak, Michail Tolotško, Alexander Kabanov, Vladimir Švecov, Ivan Avdejev, Valerij Jevstafjev, Igor Kapustin
  Kanada
Kanadu reprezentoval klub St. Catharines Fincups (OHA)
Brankáři: Bob Daly, Al Jensen

Obránci: Mike Forbes, Willie Huber, Trevor Johansen, Brad Marsh, Mark Plantery, Rob Ramage

Útočníci: John Anderson, Joe Contini, Ron Duguay, Dwight Foster, Steve Hazlett, Dennis Houle, Dave Hunter, Mike Keating, Dale McCourt, Al Secord, Ric Seiling, Geoff Shaw
  ČSSR
Brankáři: Jan Hrabák, Jiří Červený

Obránci: Vladimír Urban, René Andrejs, Jaroslav Klacl, Pavel Skalický, Lubomír Oslizlo, Alexandr Vostrý, Jordan Karagavrilidis

Útočníci: Jaroslav Korbela, Peter Ihnačák, Jaroslav Hübl, Jindřich Kokrment, Jozef Lukáč, Jiří Hrdina, Jiří Lála, Ladislav Svozil, Jiří Otoupalík, Vladimír Caldr, František Černý.
 Finsko
Brankáři: Hannu Kamppuri, Rauli Sohlman

Obránci: Jukka Hirsimäki, Raimo Hirvonen, Ari Mäkinen, Harry Nikander, Jukka Peitsoma, Reijo Ruotsalainen, Risto Siltanen, Pertti Vaelma

Útočníci: Matti Forss, Jarmo Huhtala, Hannu Ihala, Arto Javanainen, Kari Järvinen, Juha Jyrkkiö, Jouko Kämäräinen, Erkki Laine, Jukka Laukkanen, Tomi Taimio.
 Švédsko
Brankáři: Pelle Lindbergh, Reino Sundberg

Obránci: Torbjörn Andersson, Rolf Berglund, Bo Ericsson, Karl-Erik Lilja, Björn Olsson, Lars-Erik Lindström, Tomas Jernberg

Útočníci: Kent Andersson, Kent Eriksson, Robin Eriksson, Harald Lückner, Bengt-Ake Gustafsson, Dan Hermansson, Roger Mikko, Mats Näslund, Hans Särkijärvi, Conny Silfverberg, Tore Ökvist.
 NSR
Brankáři: Bernhard Engelbrecht, Mathias Hoppe, Werner Lupzig

Obránci: Peter Eimansberger, Herbert Heinrich, Harald Krüll, Josef Klaus, Dieter Medicus, Anton Paulus, Manfred Schuster

Útočníci: Helmut Barnessoi, Andreas Gröger, Horst Heckelsmüller, Jörg Hiemer, Ernst Höfner, Arnim Kauer, Ralph Krueger, Günter Lupzig, Holger Mietinger, Hans-Willi Mühlenhaus, Peter Schiller, Gerd Truntschka.
 USA
Brankáři: Carl Bloomberg, Mike Parker

Obránci: Kevin McCloskey, Don Waddell, Ricchie Dunn, Bob Bergloff, Barry Ryan, Jack Brownschilde

Útočníci: Keith Hanson, Doug Olson, Roy Sommers, Mike Mac Dougall, Jim Penningroth, Terry Houck, Dave Wilkins, Dave Gandini, Paul Miller, Mickey Rego, Bobby Crawford, Charlie Malloy.
 Polsko
Brankáři: Andrzej Jarosz, Stefan Wadas

Obránci: Henryk Gruth, Witold Pulka, Franciszek Bryniarski, Andrzej Świątek, Sławomir Zawadzki, Adam Bernat, Ludwig Synowiec, Kazimierz Bednarski

Útočníci: Mirosław Sikora, Andrzej Małysiak, Bolesław Remlein, Leszek Jachna, Jerzy Gotalski, Zbigniew Tomaszkiewicz, Tadeusz Ryłko, Bohdan Dziubiński, Leszek Minge, Dariusz Sikora.

## Turnajová ocenění
|                            | Brankář          | Obránce           | Obránce           | Útočníci     | Útočníci     | Útočníci             |
| -------------------------- | ---------------- | ----------------- | ----------------- | ------------ | ------------ | -------------------- |
| Ceny direktoriátu IIHF     | Jan Hrabák       | Vjačeslav Fetisov | Vjačeslav Fetisov | Dale McCourt | Dale McCourt | Dale McCourt         |
| All-Star Tým (podle médií) | Alexandr Tyžnych | Lubomír Oslizlo   | Risto Siltanen    | Dale McCourt | Igor Romašin | Bengt-Àke Gustafsson |

### Produktivita
| Hráč            | G  | A | Body |
| --------------- | -- | - | ---- |
| Dale McCourt    | 10 | 8 | 18   |
| John Anderson   | 11 | 5 | 16   |
| Igor Romašin    | 6  | 6 | 12   |
| Juha Jyrkkio    | 7  | 4 | 11   |
| Alexej Frolikov | 6  | 5 | 11   |